# کلیاچ
کلیاچ (به لاتین: Klyuch) یک منطقهٔ مسکونی در بلغارستان است که در شهرستان پتریچ واقع شده‌است.